# Alain de Lanascol
Alain de Quemper de Lanascol, né à Nantes le 2 avril 1867 et mort à Bruz le 4 octobre 1929, est un mathématicien français.

## Biographie
Situé dans la commune de Ploumilliau, dans les Côtes-d'Armor, Lanascol est le berceau familial des Quemper depuis 1474. Alain de Quemper fait ses études à Nantes. D’après une tradition familiale, il se présente au concours d’entrée à l’École polytechnique et il est refusé à cause d’une note 0 en dessin. Il entre alors à la Sorbonne et obtient successivement les certificats de mathématique rationnelle (1897), de calcul différentiel et intégral (1898), d’astronomie (1898) et, pour finir, la licence ès-sciences (1899).
Doué pour les langues, il lit le latin et le grec, l’allemand, l’italien, l’espagnol et le portugais. Il traduit l’ouvrage de Gaetano Castelfranchi, Physique moderne : exposé synthétique et méthodologique de la physique d’aujourd’hui et des travaux théoriques et expérimentaux des plus grands physiciens contemporains.
En 1925, à la suite de la parution de sa Géométrie du compas et de sa présentation par Maurice d'Ocagne, membre de l’Académie des sciences, il reçoit un prix de l’Académie.
Sa biographie a été publiée en 1986 par Régis de Saint-Jouan sous le titre Un mathématicien breton : Alain de Lanascol.